# Гоце Делчев лист
Вижте пояснителната страница за други значения на Гоце Делчев.
„Гоце Делчев лист. 21 април 1903 – 2 май 1943 г.“ е български вестник, издание на Илинденската организация в София, България.
Излиза в единствен брой на 2 май 1943 година. Печата се в печатница „Пирин“ в тираж от 1500 броя. Редактор е Кирил Христов Совичанов. Вестникът е паметен лист, посветен на загиналите македонски революционери, излязал по повод 40 години от смъртта на Гоце Делчев.